# Euchristophia
Euchristophia är ett släkte av fjärilar. Euchristophia ingår i familjen mätare.
Kladogram enligt Catalogue of Life:
| Euchristophia | \| \| Euchristophia cumulata \| \| \| \| \| \| Euchristophia meridionalis \| \| \| \| \| \| Euchristophia sinobia \| \| \| \| |
|               | \| \| Euchristophia cumulata \| \| \| \| \| \| Euchristophia meridionalis \| \| \| \| \| \| Euchristophia sinobia \| \| \| \| |
|               | Euchristophia cumulata |
|               | |
|               | Euchristophia meridionalis |
|               | |
|               | Euchristophia sinobia |
|               | |